# Bukovača (Bosanski Petrovac, BiH)
Bukovača je naseljeno mjesto u općini Bosanski Petrovac, Federacija Bosne i Hercegovine, BiH.

## Zemljopis
Samo ime govori da je selo dobilo ime po bukvi koje sada više nema. Bukovača se nalazi na putu između Bosanskog Petrovca i Drinića. S istočne strane selo zatvaraju uzvišenja Đurinovača, Kukerda i Glavica, a s južne Vijojla i Bukovačko brdo. Zapadna strana je otvorena i tu se selo nadovezuje na selo Bara. Kuće su razbacane po grupicama: Budžak, Avala, Baljkovac, Podbukovača i Podđurinovača. U selu imaju dva-tri vrela.

## Povijest
I ovo selo ima gradinu, na Stražbenici. Temelji su joj još vidljivi. A poznaje se i put do vrha Stražbenice. Tu je početkom prošlog stoljeća nađeno mnoštvo zemljanog i keramičkog posuđa. Nađen je i jedan srebrni i nekoliko bakarnih rimskih novčića, kompletan brončani nakit za ukrašavanje ženske kose, nekoliko brončanih prstenova i narukvica, kopči za toge - fibule. Pored Stražbenice, pored puta, postoji drevni rimski miljokaz (isti kao i na Oštrelju) pa bi se dalo zaključiti da se ovdje radi o rimskom fortifikacijskom utvrđenju dužine 400 metara.
U ravnom dijelu sela nalazi se ruševina neke stare građevine, kao duguljasta (20 m) humka i prostire se pravcem sjever-jug. Jednom prilikom se provalila pa se vidjelo da je to grobnica zidana bijelim kamenom. Uočeni su i natpisi za koje je kasnije utvrđeno da se radi o natpisu iz rimskog doba. I do ove grobnice vodi kaldrma od kamena i krečnog malter.

## Stanovništvo

### 1991.
Nacionalni sastav stanovništva 1991. godine, bio je sljedeći:
ukupno: 298
- Srbi - 291
- Jugoslaveni - 5
- ostali, neopredijeljeni i nepoznato - 2

### 2013.
Nacionalni sastav stanovništva 2013. godine, bio je sljedeći:
ukupno: 152
- Srbi - 150
- ostali, neopredijeljeni i nepoznato - 2